# علم جمهورية الكونغو الديمقراطية

علم النظام الكونغولي الديمقراطي

علم المعارضة الكونغولية الديمقراطية

علم جمهورية الكونغو الديمقراطية (بالفرنسية: drapeau de la république démocratique du Congo)‏ أعتمد علم جمهورية الكونغو الديمقراطية في 18 شباط - فبراير من سنة 2006.

## معنى العلم
- الأزرق: يرمز إلى نهر الكونغو والمحيط الأطلسي وبحيرة تنجانيقا.

- الأحمر: يرمز إلى دماء شهداء البلد.

- الأصفر: يرمز إلى الثروة المعدنية للبلد ورمال شواطئه الخلابة كما يرمز كذلك إلى خط الاستواء.

- ★ النجمة الخماسية الشكل: ترمز إلى مستقبل مشرق للبلد.

## ألوان
|                                      | أزرق          | أحمر          | أصفر         |
| ------------------------------------ | ------------- | ------------- | ------------ |
| النموذج اللوني أحمر أخضر أزرق        | 0-127-255     | 206-16-33     | 247-214-24   |
| ألوان الويب                          | #007fff       | #ce102f       | #f7d618      |
| النموذج اللوني سيان ماجنتا أصفر أسود | 100, 50, 0, 0 | 0, 92, 84, 19 | 0, 13, 90, 3 |
| بانتون (تقريبي)                      | 299 C         | 186 C         | 107 C        |

## أعلام سابقة
استخدم أول علم في عام 1877 تميز التصميم بنجمة صفراء على خلفية زرقاء. واستمر استخدام علم 1877 كعلم لدولة الكونغو الحرة بعد الاعتراف بالإقليم كملكية رسمية لليوبولد الثاني في مؤتمر برلين. وبعد الاستقلال عن بلجيكا في 30 يونيو 1960، تم الاحتفاظ بالتصميم الأساسي، ولكن مع إضافة ستة نجوم أصغر لترمز إلى المقاطعات الست في البلاد في ذلك الوقت. استخدام هذا التصميم فقط من 1960 إلى 1963.
وبعد أن أسس موبوتو سيسي سيكو ديكتاتورته. استخدم علم جديد يتكون من حقل أزرق به نجمة صفراء خماسية الأضلاع في الزاوية العليا، مع شريط أحمر قطري محاط بشريطين باللون الأصفر. وكان الأحمر يرمز إلى دم الشعب ؛ والأصفر إلى الازدهار ؛ والأزرق إلى الأمل ؛ والنجم إلى الوحدة.
تغير العلم مرة أخرى عندما غُير اسم البلاد إلى زائير في عام 1971. واستخدم رسميًا حتى الإطاحة بموبوتو في حرب الكونغو الأولى. واستخدم علم زائير أيضًا كعلم الحركة الشعبية للثورة. في عام 1997، عندما أطيح بحكومة موبوتو غُير اسم البلاد إلى تسميتها الحالية جمهورية الكونغو الديمقراطية، عادت البلاد إلى تصميم ما بعد الاستقلال في الستينيات، والذي يضم نجمة واحدة كبيرة وستة نجوم أصغر. وفي عام 2003، عدل العلم لاستخدام الأزرق السماوي بدلاً من الأزرق البحري.

### أعلام وطنية

علم الجمعية الأفريقية الدولية ودولة الكونغو الحرة مابين عامي 1877 - 1908 وكذلك علم الكونغو البلجيكي مابين عامي 1908 - 1960
العلم مابين عامي 1960 - 1963
العلم مابين 1966 - 1971.
علم زائير مابين عامي 1971 - 1997
العلم مابين عامي 1997 - 2003.
العلم مابين عامي 2003 - 2006 (يُستخدم من الآن فصاعداً من قبل المعارضة الكونغولية الديمقراطية).
اقتراح فدرالي لعلم الكونغو (مايو 1960)

### أعلام دول انفصالية سابقة داخل الكونغو الديمقراطية

علم دولة كاتانغا (1960-1963)
علم كاساي الجنوبية (1960–1962)